# Stictonaclia reducta
Stictonaclia reducta là một loài bướm đêm thuộc phân họ Arctiinae, họ Erebidae.